# Schematyzm Archidiecezji Krakowskiej
Schematyzm Archidiecezji Krakowskiej – rocznik urzędowy kościołów i duchowieństwa archidiecezji krakowskiej wydawany w języku łacińskim.
Schematyzmy w diecezji krakowskiej wydawano od 1812 roku, a od 1925 roku archidiecezji krakowskiej. W 1939 roku treść rocznika zawierała: wykaz chronologiczny biskupów krakowskich, wykaz członków kapituły i kurii biskupiej, wykaz profesorów Studium Teologicznego na Uniwersytecie Jagiellońskim, wykaz wizytatorów szkolnych, wykaz dekanatów z parafiami zawierający opis i nazwiska duchownych, wykaz duchownych emerytów, wykaz profesorów i alumnów wyższego arcybiskupiego seminarium duchownego, wykaz męskich zakonów z nazwiskami zakonników, wykaz żeńskich zakonów i zgromadzeń zakonnych z nazwiskami sióstr zakonnych, alfabetyczny spis duchownych diecezjalnych i zakonnych, alfabetyczny spis parafii i miejscowości.